# رامون بينيتيز
رامون بينيتيز (بالإسبانية: Ramón Benítez) هو لاعب كرة قدم أرجنتيني في مركز الوسط، ولد في 15 يونيو 1960 في سان مارتن في الأرجنتين. لعب مع أتلتيكو جونيور وانيستتوتو وتاليريس كوردوبا.